# Nati nel 1727
| Questa pagina contiene informazioni ricavate automaticamente dalle voci biografiche con l'ausilio del template Bio e di un bot. L'aggiornamento è periodico e automatico e ricostruisce completamente la pagina. Se manca una persona in questa lista, sei pregato di non aggiungerla, ma accertati piuttosto che la sua voce biografica contenga il template Bio e che i dati anagrafici siano correttamente compilati. Se il template Bio manca, inseriscilo tu stesso o, in alternativa, metti l'avviso {{tmp\|Bio}} che ne segnala la mancanza. Se i dati riportati sono sbagliati, correggi direttamente la voce biografica; le modifiche saranno visibili in questa lista entro pochi giorni. Per chiarimenti vedi il progetto biografie. La lista contiene solo le 136 persone che sono citate nell'enciclopedia e per le quali è stato implementato correttamente il template Bio. Pagina aggiornata al 2 ago 2025. |

## Gennaio(7)
- 2 gennaio - James Wolfe, generale britannico († 1759)
- 6 gennaio - Giuseppe Vespa, medico italiano († 1804)
- 7 gennaio - Pierre Montan Berton, compositore francese († 1780)
- 13 gennaio - Pierre Laujon, paroliere e drammaturgo francese († 1811)
- 14 gennaio - Gaetano Callido, organaro italiano († 1813)
- 27 gennaio - Juan de Velasco, presbitero, gesuita e storico ecuadoriano († 1792)
- 30 gennaio - József Batthyány, cardinale e arcivescovo cattolico ungherese († 1799)

## Febbraio(14)
- 2 febbraio - Domenico Antonio Carella, pittore italiano († 1813)
- 4 febbraio - Antoine Groignard, militare e ingegnere francese († 1799)
- 7 febbraio - Charles Deschamps de Boishébert et de Raffetot, generale francese († 1797)
- 7 febbraio - Niccolò Lapiccola, pittore italiano († 1790)
- 8 febbraio - Ferdinando Toderini, letterato italiano
- 13 febbraio - Federico d'Assia-Philippsthal-Barchfeld, nobile († 1777)
- 16 febbraio - Nikolaus Joseph von Jacquin, medico, chimico e botanico olandese († 1817)
- 17 febbraio - José Campos Julián, arcivescovo cattolico spagnolo († 1804)
- 18 febbraio - Abel-François Poisson de Vandières, francese († 1781)
- 20 febbraio - Vito Maria Giovenazzi, abate, archeologo e filologo italiano († 1805)
- 22 febbraio - Francesco Maria Locatelli, cardinale e vescovo cattolico italiano († 1811)
- 25 febbraio - Charles Eugène Gabriel de la Croix, generale francese († 1801)
- 25 febbraio - Armand-Louis Couperin, compositore e organista francese († 1789)
- 28 febbraio - Giovanni Nani, vescovo cattolico italiano († 1804)

## Marzo(13)
- 1º marzo - Angelo Maria Cortenovis, presbitero e archeologo italiano († 1801)
- 3 marzo - Christen Friis Rottbøll, medico e botanico danese († 1797)
- 7 marzo - André Morellet, economista, enciclopedista e traduttore francese († 1819)
- 8 marzo - Giovanni Battista Cipriani, pittore e disegnatore italiano († 1785)
- 11 marzo - André Planché, artista francese († 1809)
- 14 marzo - Johann Gottlieb Goldberg, compositore, clavicembalista e organista tedesco († 1756)
- 17 marzo - Maria Maddalena Morelli, poetessa italiana († 1800)
- 18 marzo - Ferdinand Berthoud, orologiaio francese († 1807)
- 22 marzo - Jean-Frédéric de La Tour du Pin Gouvernet, generale francese († 1794)
- 28 marzo - Cosimo Betti, magistrato e poeta italiano († 1814)
- 28 marzo - Massimiliano III di Baviera, principe († 1777)
- 30 marzo - Tommaso Traetta, compositore italiano († 1779)
- 31 marzo - Antoine Pitrot, ballerino e coreografo francese

## Aprile(11)
- 5 aprile - Pasquale Anfossi, compositore e violinista italiano († 1797)
- 5 aprile - Federico Guglielmo di Vestfalia, vescovo cattolico tedesco († 1789)
- 7 aprile - Michel Adanson, botanico francese († 1806)
- 7 aprile - Franz Georg Ernst von Sturmfeder, nobile e politico tedesco († 1793)
- 12 aprile - Gaspare Gabellone, compositore italiano († 1796)
- 13 aprile - Placido Imperiale, imprenditore italiano († 1786)
- 20 aprile - Taddeo Kuntze, pittore polacco († 1793)
- 20 aprile - Massimiliano Lodron, presbitero italiano († 1796)
- 20 aprile - Florimond Claude, conte di Mercy-Argenteau, diplomatico austriaco († 1794)
- 26 aprile - Charles Jenkinson, I conte di Liverpool, nobile inglese († 1808)
- 29 aprile - Jean-Georges Noverre, danzatore e coreografo francese († 1810)

## Maggio(3)
- 10 maggio - Anne Robert Jacques Turgot, economista e filosofo francese († 1781)
- 11 maggio - Ludwig Joseph von Welden, vescovo cattolico tedesco († 1788)
- 14 maggio - Thomas Gainsborough, pittore inglese († 1788)

## Giugno(8)
- 1º giugno - Francesco Casanova, pittore italiano († 1803)
- 2 giugno - Salvatore Branciforte, nobile, politico e militare italiano († 1799)
- 4 giugno - Giovanni Marsili, botanico italiano († 1795)
- 10 giugno - Ernesto Federico III di Sassonia-Hildburghausen, duca tedesco († 1780)
- 12 giugno - Simone Augusto di Lippe-Detmold, conte († 1782)
- 14 giugno - Justine Favart, ballerina, cantante lirica e drammaturga francese († 1772)
- 21 giugno - Bartolomé Pou, gesuita, grecista e filologo classico spagnolo († 1802)
- 24 giugno - George Neville, I conte di Abergavenny, nobile inglese († 1785)

## Luglio(9)
- 1º luglio - Diego José Abad, poeta, scrittore e teologo messicano († 1779)
- 4 luglio - Hedvig Elizabeth von Biron, nobildonna russa († 1797)
- 8 luglio - Edward Craggs-Eliot, I barone Eliot, politico inglese († 1804)
- 17 luglio - Étienne François d'Aligre, magistrato francese († 1798)
- 20 luglio - Eleonora Monti, pittrice e disegnatrice italiana († 1762)
- 22 luglio - Filippo Sforza Cesarini, IV principe di Genzano, principe italiano († 1764)
- 25 luglio - Luigi Antonio di Borbone-Spagna, nobile spagnolo († 1785)
- 26 luglio - Horatio Gates, generale britannico († 1806)
- 31 luglio - Benigno Bossi, pittore italiano († 1792)

## Agosto(6)
- 10 agosto - Carlo Antonio di Schleswig-Holstein-Sonderburg-Beck, nobile tedesco († 1759)
- 14 agosto - Aleksandr Alekseevič Vjazemskij, politico russo († 1793)
- 14 agosto - Luisa Elisabetta di Borbone-Francia, principessa francese († 1759)
- 14 agosto - Enrichetta di Borbone-Francia, principessa francese († 1752)
- 20 agosto - Carolina Ernestina di Erbach-Schönberg, nobile tedesca († 1796)
- 30 agosto - Giandomenico Tiepolo, pittore italiano († 1804)

## Settembre(9)
- 1º settembre - Jean-Baptiste-Joseph Gobel, vescovo cattolico francese († 1794)
- 3 settembre - Bernardino Gentili il Giovane, ceramista italiano († 1813)
- 5 settembre - Domenico Maria Sala, architetto svizzero († 1808)
- 12 settembre - Antonio Ricardos, militare spagnolo († 1794)
- 14 settembre - Francesco Mantica, cardinale italiano († 1802)
- 20 settembre - Mateo de Toro Zambrano, generale spagnolo († 1811)
- 25 settembre - Francesco Bartolozzi, disegnatore, pittore e incisore italiano († 1815)
- 26 settembre - Carlo Francesco di Valperga, politico, militare e diplomatico italiano († 1811)
- 27 settembre - Michael Huber, filologo, storico della letteratura e scrittore tedesco († 1804)

## Ottobre(10)
- 2 ottobre - Ignaz Schiffermüller, naturalista austriaco († 1806)
- 5 ottobre - Giandomenico Coleti, gesuita, scrittore e storico italiano († 1798)
- 7 ottobre - William Samuel Johnson, politico statunitense († 1819)
- 9 ottobre - Johann Wilhelm Hertel, compositore, clavicembalista e violinista tedesco († 1789)
- 9 ottobre - Étienne-Charles de Loménie de Brienne, cardinale, arcivescovo cattolico e politico francese († 1794)
- 9 ottobre - David Murray, II conte di Mansfield, politico britannico († 1796)
- 14 ottobre - Cosimo Alessandro Collini, scienziato, filosofo e naturalista italiano († 1806)
- 19 ottobre - Onofrio Tataranni, filosofo e saggista italiano († 1803)
- 23 ottobre - Xiao Yi Chun, imperatrice cinese († 1775)
- 26 ottobre - Charles François Lhomond, pedagogo e grammatico francese († 1794)

## Novembre(12)
- 2 novembre - Giuliano Traballesi, pittore e incisore italiano († 1812)
- 10 novembre - Jean-Antoine Morand, architetto e scenografo francese († 1794)
- 12 novembre - Ivan Ivanovič Šuvalov, mecenate russo († 1797)
- 13 novembre - Guglielmo Pallotta, cardinale italiano († 1795)
- 15 novembre - Paolo Porporato di Sampeyre, nobile italiano († 1799)
- 17 novembre - Pierre Laurent Buirette de Belloy, drammaturgo e attore teatrale francese († 1775)
- 18 novembre - Philibert Commerson, naturalista francese († 1773)
- 20 novembre - Gaetano Maria Garrasi, religioso e arcivescovo cattolico italiano († 1817)
- 20 novembre - Maria Giuseppina di Harrach-Rohrau, principessa tedesca († 1788)
- 20 novembre - Louis Marie Florent du Châtelet, generale, politico e diplomatico francese († 1793)
- 26 novembre - Artemas Ward, generale e politico statunitense († 1800)
- 29 novembre - Giuseppe Petrosellini, librettista italiano

## Dicembre(10)
- 1º dicembre - Frederik Christian Kaas, ammiraglio danese († 1804)
- 4 dicembre - Johann Gottfried Zinn, medico, anatomista e botanico tedesco († 1759)
- 9 dicembre - Giuseppe Antonio Maria Corte, vescovo cattolico italiano († 1800)
- 12 dicembre - Gregorio Anton Maria Salviati, cardinale italiano († 1794)
- 12 dicembre - Amedeo Svajer, mercante tedesco († 1791)
- 14 dicembre - François-Hubert Drouais, pittore francese († 1775)
- 22 dicembre - William Ellery, politico statunitense († 1820)
- 24 dicembre - Jacques-Philippe de Choiseul, generale francese († 1789)
- 27 dicembre - Arthur Murphy, scrittore irlandese († 1805)
- 30 dicembre - Louis Pierre de Chastenet de Puységur, politico e nobile francese († 1807)

## Senza giorno specificato(24)
- Manuel Álvarez, scultore spagnolo († 1797)
- Lorenzo Antonio Canuti, anatomista e medico italiano († 1767)
- Gabriele Lancillotto Castello, numismatico e antiquario italiano († 1792)
- Bonifacio De Luca, poeta italiano († 1798)
- Martinès de Pasqually, esoterista francese († 1774)
- Jean-André Deluc, naturalista svizzero († 1817)
- Adriano Fedri, organaro italiano († 1797)
- Francisco Gutiérrez Arribas, scultore spagnolo († 1782)
- Silahdar Hamza Mahir Pascià, politico ottomano († 1768)
- Francis Harwood, scultore britannico († 1783)
- George Hepplewhite, ebanista britannico († 1786)
- Ike Gyokuran, pittrice e poetessa giapponese († 1784)
- Andrea Massimini, chirurgo italiano († 1792)
- Giuseppe Maria Mazzuoli, scultore e restauratore italiano († 1781)
- Sigisbert-Martial Michel, scultore francese
- Pierre-Louis Moreau-Desproux, architetto francese († 1794)
- Hester Chapone, scrittrice britannica († 1821)
- Joseph Louis Ollivier, ingegnere francese († 1777)
- Gaspare Paoletti, architetto e scultore italiano († 1813)
- Ennemond Alexandre Petitot, architetto francese († 1801)
- Jean-Claude Richard de Saint-Non, incisore, disegnatore e umanista francese († 1791)
- Jacob Magnus Sprengtporten, generale e politico finlandese († 1786)
- Peter Woulfe, chimico e mineralogista irlandese († 1803)
- Jean Baptiste Barthélémy Thomas d'Estienne, ammiraglio francese († 1782)